# HTC Touch
HTC Touch (также известное как HTC P3450, HTC P3452 Elf) — первое устройство из линейки Touch от HTC. Было представлено как инновационное благодаря отсутствию бортиков по краям дисплея. Обладает уникальной оболочкой-кубом.

## Описание
Коммуникатор имеет резистивный TFT экран на 2.8 дюймов с разрешением 320x240 точек и может отображать 65 тысяч цветов. На передней панели имеются кнопки отклонения и принятия вызова, а также навигационный джойстик. С правого бока имеется кнопка камеры, с левой качель громкости, сверху кнопка блокировки и отверстие для стилуса, а снизу разъём ExtUSB полностью совместимый с Mini USB. Корпус покрыт soft-touch покрытием и имеет съемную крышку.